# Григорово (Никольское сельское поселение)
Григорово — деревня в Рамешковском районе Тверской области.

## География
Находится в восточной части Тверской области на расстоянии приблизительно 10 км на запад-юго-запад по прямой от районного центра поселка Рамешки на левом берегу реки Медведица.

## История
Известна с 1859 года как помещичья карельская деревня с 37 дворами, принадлежавшая Н. В. Зиновьеву, помещику, генерал-адъютанту, проживавшему в Петербурге. В 1887 — 43 двора. В советское время работали артель «Григорово», колхоз им. Жданова и совхоз «Тучевский». В 2001 году один оставшийся дом принадлежал наследнику, который проживал в летние месяцы. До 2021 входила в сельское поселение Никольское Рамешковского района до их упразднения.

## Население
Численность населения: 179 человек (1859 год), 208 (1887), 217 (1897, почти все карелы), 0 (1989), 0 как в 2002 году, так и в 2010.